# Hauptstätter Straße

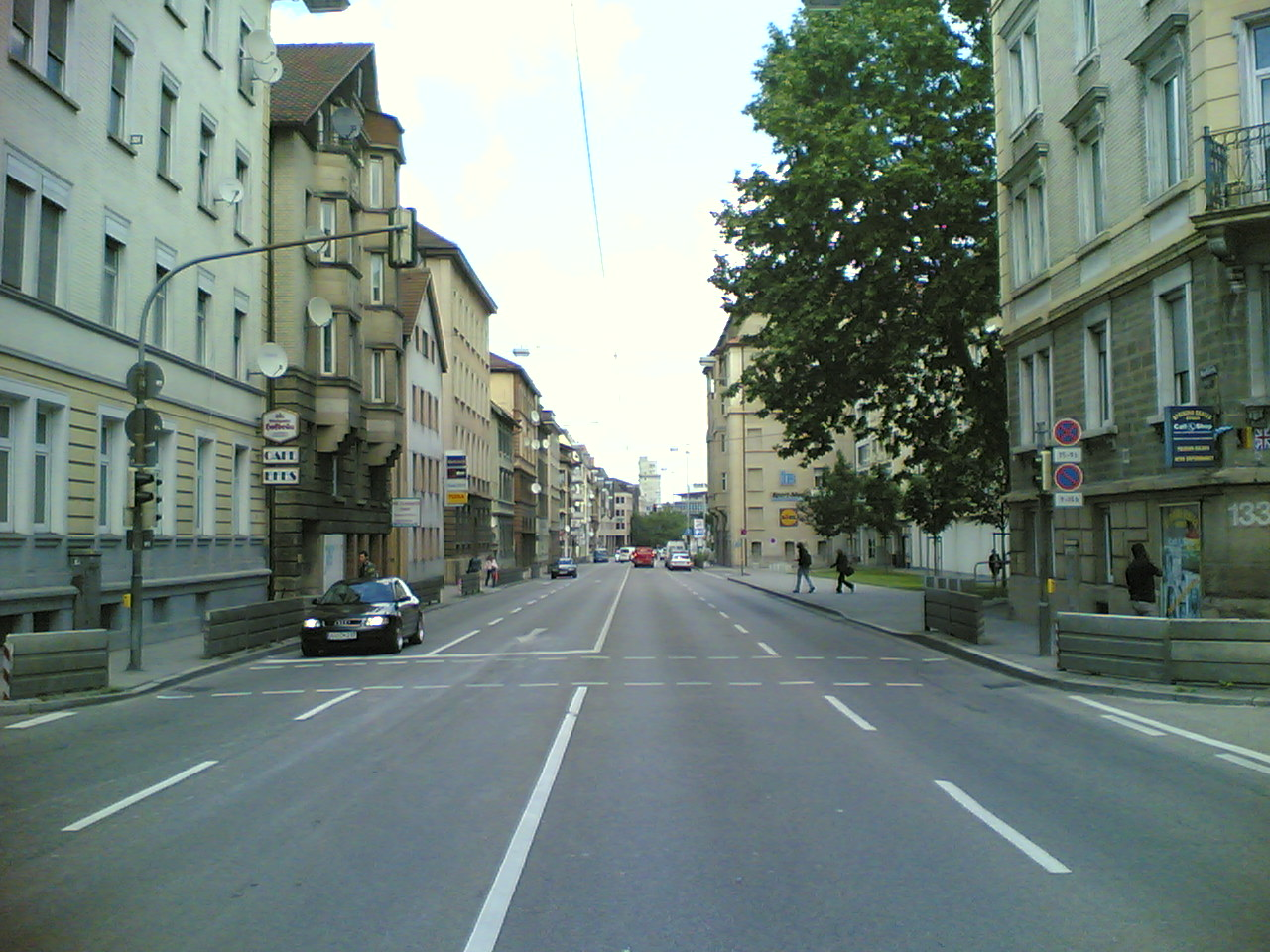
Hauptstätter Straße zwischen Marienplatz und Österreichischem Platz

Die Hauptstätter Straße, ist ein Teil der Bundesstraße 14 im Stadtkern Stuttgarts. Sie verläuft vom nordöstlich gelegenen Bad Cannstatt durch die Innenstadt und weiter zum Marienplatz im Stadtbezirk Süd. Im Anschluss daran führt die B 14 weiter in Richtung Vaihingen auf die Fildern. Die Straße bildet neben der B 27 eine der beiden zentralen Verkehrsachsen durch den Talkessel, die sich am Charlottenplatz kreuzen. Die Hauptstätter Straße bildet einen Teil des Stuttgarter City-Rings und verbindet die Stadtbezirke Stuttgart-Mitte und -Süd. Nach Norden wird der Straßenzug, beginnend am Charlottenplatz fortgeführt durch die Konrad-Adenauer-Straße, Willy-Brandt-Straße, Am Neckartor und die Cannstatter Straße. Auf den innerstädtischen Straßenzug etwa vom Wilhelmsplatz bis zum Neckartor, wird häufig mit dem Begriff „Stadtautobahn“ Bezug genommen. 
Der Name Hauptstätter Straße lässt zwar vermuten, er leite sich aus von dem Wort Hauptstadt her, tatsächlich liegt der Begriff Hauptstatt zugrunde. Die Straße folgt dem ursprünglichen Weg zur städtischen Hinrichtungsstätte, die sich vor dem Hauptstätter Tor am heutigen Wilhelmsplatz befand. Dort wurden so lange Menschen geköpft, bis diese Hinrichtungsstätte 1811 in die Feuerbacher Heide verlegt wurde. Noch heute findet auf dem Wilhelmsplatz das sogenannte „Henkersfest“ statt, das namentlich als Hocketse-Kultur ehemaliger Ereignisse gedenkt. 
Seit Beendigung der Umbaumaßnahmen für die Straßenbahn Stuttgart Mitte 1972, wird die Hauptstätter Straße komplett für den Straßenverkehr genutzt, alle Bahnen fahren seitdem unterirdisch. Zu diesem Zweck wurden alte Stadtmauerreste aus rotem Sandstein (Höhe Torstraße) beseitigt. Wer die B 14/Hauptstätter Straße vom Heslacher Tunnel aus befährt, fährt nicht durchgehend oberirdisch, sondern unterquert am Österreichischen Platz und am Wilhelmsplatz sowie in der Weiterführung am Charlottenplatz und an der Schillerstraße die kreuzenden Straßen. Dem zuletzt genannten Verkehrsknoten zwischen Wagenburgtunnel und Hauptbahnhof an der Konrad-Adenauer-/Willy-Brandt-Straße wurde der Name Gebhard-Müller-Platz gegeben. 
Zu den größten städtebaulichen Projekten Stuttgarts gehört eine geplante Deckelung der B 14 im Bereich des City-Rings. Im Frühjahr 2006 wurde der erste Teil des Projekts zwischen Charlottenplatz und Wilhelmspalais umgesetzt.

## Bauwerke
Folgende Bauwerke befinden sich an der Hauptstätter Straße (beginnend am Marienplatz):
- Heslacher Tunnel
- Gustav-Siegle-Haus
- Leonhardskirche
- Altes Waisenhaus

Unmittelbar hinter dem Charlottenplatz, und somit schon an der Konrad-Adenauer-Straße gelegen, folgen das Wilhelmspalais und die Württembergische Landesbibliothek.